# 2022-es Formula–1 japán nagydíj
A japán nagydíj a 2022-es Formula–1 világbajnokság tizennyolcadik futama volt, amelyet 2022. október 7. és október 9. között rendeztek meg a Suzuka Circuit versenypályán, Szuzukában. A futamon Max Verstappen megszerezte 2. világbajnoki címét.

## Választható keverékek
| Abroncs              | Friss | Használt |
| -------------------- | ----- | -------- |
| Kemény keverék (C1)  |       |          |
| Közepes keverék (C2) |       |          |
| Lágy keverék (C3)    |       |          |
| Átmeneti esőgumi (I) |       |          |
| Teljes esőgumi (W)   |       |          |

## Szabadedzések

### Első szabadedzés
A japán nagydíj első szabadedzését október 7-én, pénteken délelőtt tartották, magyar idő szerint 5:00-tól.
| helyezés | versenyző        | csapat/motor          | elért idő | különbség | futott kör |
| -------- | ---------------- | --------------------- | --------- | --------- | ---------- |
| 1        | Fernando Alonso  | Alpine-Renault        | 1:42,248  | −         | 7          |
| 2        | Carlos Sainz Jr. | Ferrari               | 1:42,563  | +0,315    | 15         |
| 3        | Charles Leclerc  | Ferrari               | 1:42,634  | +0,386    | 16         |
| 4        | Esteban Ocon     | Alpine-Renault        | 1:43,022  | +0,774    | 5          |
| 5        | Kevin Magnussen  | Haas-Ferrari          | 1:43,258  | +1,010    | 15         |
| 6        | Max Verstappen   | Red Bull-RBPT         | 1:43,362  | +1,114    | 4          |
| 7        | Mick Schumacher  | Haas-Ferrari          | 1:43,761  | +1,513    | 13         |
| 8        | Lando Norris     | McLaren-Mercedes      | 1:43,889  | +1,641    | 7          |
| 9        | Valtteri Bottas  | Alfa Romeo-Ferrari    | 1:43,969  | +1,721    | 13         |
| 10       | Sergio Pérez     | Red Bull-RBPT         | 1:44,234  | +1,986    | 14         |
| 11       | Csou Kuan-jü     | Alfa Romeo-Ferrari    | 1:44,429  | +2,181    | 15         |
| 12       | Daniel Ricciardo | McLaren-Mercedes      | 1:44,486  | +2,238    | 8          |
| 13       | Lewis Hamilton   | Mercedes              | 1:44,558  | +2,310    | 6          |
| 14       | Lance Stroll     | Aston Martin-Mercedes | 1:44,570  | +2,322    | 10         |
| 15       | Alexander Albon  | Williams-Mercedes     | 1:44,791  | +2,573    | 9          |
| 16       | Pierre Gasly     | AlphaTauri-RBPT       | 1:44,878  | +2,630    | 12         |
| 17       | Nicholas Latifi  | Williams-Mercedes     | 1:45,424  | +3,176    | 11         |
| 18       | George Russell   | Mercedes              | 1:46,103  | +3,855    | 4          |
| 19       | Cunoda Júki      | AlphaTauri-RBPT       | 1:46,192  | +3,944    | 16         |
| 20       | Sebastian Vettel | Aston Martin-Mercedes | 1:48,090  | +5,842    | 8          |

### Második szabadedzés
A japán nagydíj második szabadedzését október 7-én, pénteken délelőtt tartották, magyar idő szerint 8:00-tól.
| helyezés | versenyző        | csapat/motor          | elért idő  | különbség | futott kör |
| -------- | ---------------- | --------------------- | ---------- | --------- | ---------- |
| 1        | George Russell   | Mercedes              | 1:41,935   | −         | 23         |
| 2        | Lewis Hamilton   | Mercedes              | 1:42,170   | +0,235    | 22         |
| 3        | Max Verstappen   | Red Bull-RBPT         | 1:42,786   | +0,851    | 24         |
| 4        | Sergio Pérez     | Red Bull-RBPT         | 1:42,834   | +0,899    | 26         |
| 5        | Kevin Magnussen  | Haas-Ferrari          | 1:43,187   | +1,252    | 17         |
| 6        | Carlos Sainz Jr. | Ferrari               | 1:43,204   | +1,269    | 23         |
| 7        | Fernando Alonso  | Alpine-Renault        | 1:43,533   | +1,598    | 14         |
| 8        | Valtteri Bottas  | Alfa Romeo-Ferrari    | 1:43,733   | +1,798    | 20         |
| 9        | Esteban Ocon     | Alpine-Renault        | 1:43,884   | +1,949    | 13         |
| 10       | Csou Kuan-jü     | Alfa Romeo-Ferrari    | 1:44,525   | +2,590    | 17         |
| 11       | Charles Leclerc  | Ferrari               | 1:44,709   | +2,774    | 10         |
| 12       | Nicholas Latifi  | Williams-Mercedes     | 1:44,962   | +3,027    | 16         |
| 13       | Alexander Albon  | Williams-Mercedes     | 1:45,039   | +3,104    | 15         |
| 14       | Cunoda Júki      | AlphaTauri-RBPT       | 1:45,257   | +3,322    | 27         |
| 15       | Sebastian Vettel | Aston Martin-Mercedes | 1:45,261   | +3,326    | 24         |
| 16       | Lando Norris     | McLaren-Mercedes      | 1:45,885   | +3,950    | 11         |
| 17       | Daniel Ricciardo | McLaren-Mercedes      | 1:46,030   | +4,095    | 9          |
| 18       | Lance Stroll     | Aston Martin-Mercedes | 1:46,776   | +4,481    | 21         |
| 19       | Pierre Gasly     | AlphaTauri-RBPT       | 1:47,109   | +5,174    | 13         |
| 20       | Mick Schumacher  | Haas-Ferrari          | idő nélkül |           |            |

### Harmadik szabadedzés
A japán nagydíj harmadik szabadedzését október 8-án, szombaton délelőtt tartották, magyar idő szerint 5:00-tól.
| helyezés | versenyző        | csapat/motor          | elért idő | különbség | futott kör |
| -------- | ---------------- | --------------------- | --------- | --------- | ---------- |
| 1        | Max Verstappen   | Red Bull-RBPT         | 1:30,671  | −         | 22         |
| 2        | Carlos Sainz Jr. | Ferrari               | 1:30,965  | +0,294    | 27         |
| 3        | Charles Leclerc  | Ferrari               | 1:30,980  | +0,309    | 27         |
| 4        | Fernando Alonso  | Alpine-Renault        | 1:31,320  | +0,649    | 20         |
| 5        | Sergio Pérez     | Red Bull-RBPT         | 1:31,514  | +0,843    | 25         |
| 6        | George Russell   | Mercedes              | 1:31,530  | +0,859    | 28         |
| 7        | Lewis Hamilton   | Mercedes              | 1:31,589  | +0,918    | 25         |
| 8        | Lando Norris     | McLaren-Mercedes      | 1:31,747  | +1,076    | 27         |
| 9        | Esteban Ocon     | Alpine-Renault        | 1:31,750  | +1,079    | 22         |
| 10       | Lance Stroll     | Aston Martin-Mercedes | 1:31,838  | +1,167    | 25         |
| 11       | Daniel Ricciardo | McLaren-Mercedes      | 1:31,860  | +1,189    | 28         |
| 12       | Alexander Albon  | Williams-Mercedes     | 1:31,946  | +1,275    | 26         |
| 13       | Valtteri Bottas  | Alfa Romeo-Ferrari    | 1:31,971  | +1,300    | 27         |
| 14       | Sebastian Vettel | Aston Martin-Mercedes | 1:32,222  | +1,551    | 25         |
| 15       | Kevin Magnussen  | Haas-Ferrari          | 1:32,290  | +1,619    | 23         |
| 16       | Mick Schumacher  | Haas-Ferrari          | 1:32,366  | +1,695    | 24         |
| 17       | Cunoda Júki      | AlphaTauri-RBPT       | 1:32,385  | +1,714    | 24         |
| 18       | Csou Kuan-jü     | Alfa Romeo-Ferrari    | 1:32,385  | +1,714    | 24         |
| 19       | Nicholas Latifi  | Williams-Mercedes     | 1:32,868  | +2,197    | 26         |
| 20       | Pierre Gasly     | AlphaTauri-RBPT       | 1:32,881  | +2,210    | 24         |

## Időmérő edzés
A japán nagydíj időmérő edzését október 8-án, szombat délelőtt tartották, magyar idő szerint 08:00-tól.
| helyezés              | rajtszám | versenyző        | csapat/motor          | 1. rész  | 2. rész  | 3. rész  | rajthely   | futott kör |
| --------------------- | -------- | ---------------- | --------------------- | -------- | -------- | -------- | ---------- | ---------- |
| 1                     | 1        | Max Verstappen   | Red Bull-RBPT         | 1:30,224 | 1:30,346 | 1:29,304 | 1          | 13         |
| 2                     | 16       | Charles Leclerc  | Ferrari               | 1:30,402 | 1:30,486 | 1:29,314 | 2          | 13         |
| 3                     | 55       | Carlos Sainz Jr. | Ferrari               | 1:30,336 | 1:30,444 | 1:29,361 | 3          | 13         |
| 4                     | 11       | Sergio Pérez     | Red Bull-RBPT         | 1:30,622 | 1:29,925 | 1:29,709 | 4          | 15         |
| 5                     | 31       | Esteban Ocon     | Alpine-Renault        | 1:30,696 | 1:30,357 | 1:30,165 | 5          | 18         |
| 6                     | 44       | Lewis Hamilton   | Mercedes              | 1:30,906 | 1:30,443 | 1:30,261 | 6          | 20         |
| 7                     | 14       | Fernando Alonso  | Alpine-Renault        | 1:30,603 | 1:30,343 | 1:30,322 | 7          | 15         |
| 8                     | 63       | George Russell   | Mercedes              | 1:30,865 | 1:30,465 | 1:30,389 | 8          | 19         |
| 9                     | 5        | Sebastian Vettel | Aston Martin-Mercedes | 1:31,256 | 1:30,656 | 1:30,554 | 9          | 15         |
| 10                    | 4        | Lando Norris     | McLaren-Mercedes      | 1:30,881 | 1:30,473 | 1:31,003 | 10         | 18         |
| 11                    | 3        | Daniel Ricciardo | McLaren-Mercedes      | 1:30,880 | 1:30,659 |          | 11         | 11         |
| 12                    | 77       | Valtteri Bottas  | Alfa Romeo-Ferrari    | 1:31,226 | 1:30,709 |          | 11         | 12         |
| 13                    | 22       | Cunoda Júki      | AlphaTauri-RBPT       | 1:31,130 | 1:30,808 |          | 13         | 15         |
| 14                    | 24       | Csou Kuan-jü     | Alfa Romeo-Ferrari    | 1:30,894 | 1:30,953 |          | 14         | 12         |
| 15                    | 47       | Mick Schumacher  | Haas-Ferrari          | 1:31,152 | 1:31,439 |          | 15         | 12         |
| 16                    | 23       | Alexander Albon  | Williams-Mercedes     | 1:31,311 |          |          | 16         | 6          |
| 17                    | 10       | Pierre Gasly     | AlphaTauri-RBPT       | 1:31,322 |          |          | boxutca[a] | 9          |
| 18                    | 20       | Kevin Magnussen  | Haas-Ferrari          | 1:31,352 |          |          | 17         | 6          |
| 19                    | 18       | Lance Stroll     | Aston Martin-Mercedes | 1:31,419 |          |          | 18         | 6          |
| 20                    | 6        | Nicholas Latifi  | Williams-Mercedes     | 1:31,511 |          |          | 19[a]      | 8          |
| 107%-os idő: 1:36,539 |          |                  |                       |          |          |          |            |            |

Megjegyzések:
- ↑ a:  — Pierre Gasly a 17. időt érte el, de az időmérő edzést követően a hátsó szárnyon és a hátsó felfüggesztésen is módosított, ezért a boxutcából kellett rajtolnia.[4]
- ↑ b:  — Nicholas Latifi 5 rajthelyes büntetést kapott, amiért ütközött az előző futamon Csou Kuan-jü-vel.[5]

## Futam
A japán nagydíj futama október 9-én, vasárnap rajtolt , magyar idő szerint reggel 07:00-kor. Az 1. körben Carlos Sainz Jr. kicsúszott és a gumifalnak ütközött, majd a rossz látási körülmények miatt a versenyt félbeszakították, majd 09:15-kor folytatódott a futam, de a körszámláló átváltott visszaszámlálóra, a háromórás időlimit ugyanis már érvényben volt.
| helyezés | rajtszám | versenyző        | csapat/motor          | futott kör | idő/kiesés oka | rajthely | pont |
| -------- | -------- | ---------------- | --------------------- | ---------- | -------------- | -------- | ---- |
| 1        | 1        | Max Verstappen   | Red Bull-RBPT         | 28         | 3:01:44.004    | 1        | 25   |
| 2        | 11       | Sergio Pérez     | Red Bull-RBPT         | 28         | +27,066        | 4        | 18   |
| 3        | 16       | Charles Leclerc  | Ferrari               | 28         | +31,763[a]     | 2        | 15   |
| 4        | 31       | Esteban Ocon     | Alpine-Renault        | 28         | +39,685        | 5        | 12   |
| 5        | 44       | Lewis Hamilton   | Mercedes              | 28         | +40,326        | 6        | 10   |
| 6        | 5        | Sebastian Vettel | Aston Martin-Mercedes | 28         | +46,358        | 9        | 8    |
| 7        | 14       | Fernando Alonso  | Alpine-Renault        | 28         | +46,369        | 7        | 6    |
| 8        | 63       | George Russell   | Mercedes              | 28         | +47,661        | 8        | 4    |
| 9        | 6        | Nicholas Latifi  | Williams-Mercedes     | 28         | +1:10,143      | 19       | 2    |
| 10       | 4        | Lando Norris     | McLaren-Mercedes      | 28         | +1:10,782      | 10       | 1    |
| 11       | 3        | Daniel Ricciardo | McLaren-Mercedes      | 28         | +1:12,877      | 11       |      |
| 12       | 18       | Lance Stroll     | Aston Martin-Mercedes | 28         | +1:13,904      | 18       |      |
| 13       | 22       | Cunoda Júki      | AlphaTauri-RBPT       | 28         | +1:15,599      | 13       |      |
| 14       | 20       | Kevin Magnussen  | Haas-Ferrari          | 28         | +1:26,016      | 17       |      |
| 15       | 77       | Valtteri Bottas  | Alfa Romeo-Ferrari    | 28         | +1:26,496      | 12       |      |
| 16       | 24       | Csou Kuan-jü     | Alfa Romeo-Ferrari    | 28         | +1:27,043      | 14       |      |
| 17       | 47       | Mick Schumacher  | Haas-Ferrari          | 28         | +1:32,523      | 15       |      |
| 18       | 10       | Pierre Gasly     | AlphaTauri-RBPT       | 28         | +1:48,091[b]   | boxutca  |      |
| Ki       | 55       | Carlos Sainz Jr. | Ferrari               | 0          | baleset        | 3        |      |
| Ki       | 23       | Alexander Albon  | Williams-Mercedes     | 0          | hidraulika     | 16       |      |

Megjegyzések:
- ↑ a:  Charles Leclerc eredetileg a 2. helyen ért célba, de utólag öt másodperces időbüntetést kapott jogosulatlan előnyszerzés miatt.[7]
- ↑ b:  Pierre Gasly eredetileg a 17. helyen ért célba, de utólag 20 másodperces időbüntetést kapott, mivel túl gyorsan vezetett a piros zászlós jelzés hatálya alatt.[8]

## A világbajnokság állása a verseny után
| H   | Versenyzők       | Pont | H   | Konstruktőrök         | Pont |
| --- | ---------------- | ---- | --- | --------------------- | ---- |
| 1.  | Max Verstappen   | 366  | 1.  | Red Bull-RBPT         | 619  |
| 2.  | Charles Leclerc  | 253  | 2.  | Ferrari               | 454  |
| 3.  | Sergio Pérez     | 252  | 3.  | Mercedes              | 387  |
| 4.  | George Russell   | 207  | 4.  | Alpine-Renault        | 143  |
| 5.  | Carlos Sainz Jr. | 202  | 5.  | McLaren-Mercedes      | 130  |
| 6.  | Lewis Hamilton   | 180  | 6.  | Alfa Romeo-Ferrari    | 52   |
| 7.  | Lando Norris     | 101  | 7.  | Aston Martin-Mercedes | 45   |
| 8.  | Esteban Ocon     | 78   | 8.  | Haas-Ferrari          | 34   |
| 9.  | Fernando Alonso  | 65   | 9.  | AlphaTauri-RBPT       | 34   |
| 10. | Valtteri Bottas  | 46   | 10. | Williams-Mercedes     | 8    |

(A teljes táblázat)

## Statisztikák
- Vezető helyen:
  - Max Verstappen: 27 kör (1-7 és 9-58)
  - Fernando Alonso: 1 kör (8)
- Max Verstappen 18. pole-pozíciója és 32. futamgyőzelme.
- Csou Kuan-jü 1. versenyben futott leggyorsabb köre.
- A Red Bull Racing 89. futamgyőzelme.
- Max Verstappen 74., Sergio Pérez 24., Charles Leclerc 22. dobogós helyezése.
- Max Verstappen 2. egyéni világbajnoki címét szerezte meg a futamon.[9]